# La Sierra (Medellín)
La Sierra es un barrio de la comuna 8, zona centro-este de la ciudad de Medellín, Colombia. 
El barrio limita al norte y al este con el Corregimiento de Santa Elena, al sur con el barrio Las Estancias y al oeste con el barrio Villa Turbay.